# Тодорово (Плевенська область)
То́дорово (болг. Тодорово) — село в Плевенській області Болгарії. Входить до складу общини Плевен.

## Населення
За даними перепису населення 2011 року у селі проживали 372 особи.
Національний склад населення села:
| Національність   | Кількість осіб | Відсоток |
| ---------------- | -------------- | -------- |
| болгари          | 309            | 83,5%    |
| турки            | 31             | 8,4%     |
| цигани           | 29             | 7,8%     |
| Всього відповіли | 370            |          |

Розподіл населення за віком у 2011 році:
Динаміка населення: